# G++
g++ es el alias tradicional de GNU C++, un conjunto libre de compiladores de C++. Forma parte del GCC, GNU Compiler Collection (del inglés, colección de compiladores GNU).
En sistemas operativos GNU, gcc es el comando usado para ejecutar el compilador de C, mientras que g++ ejecuta el compilador de C++.